# Leichtathletik-Weltmeisterschaften 2007/200 m der Männer

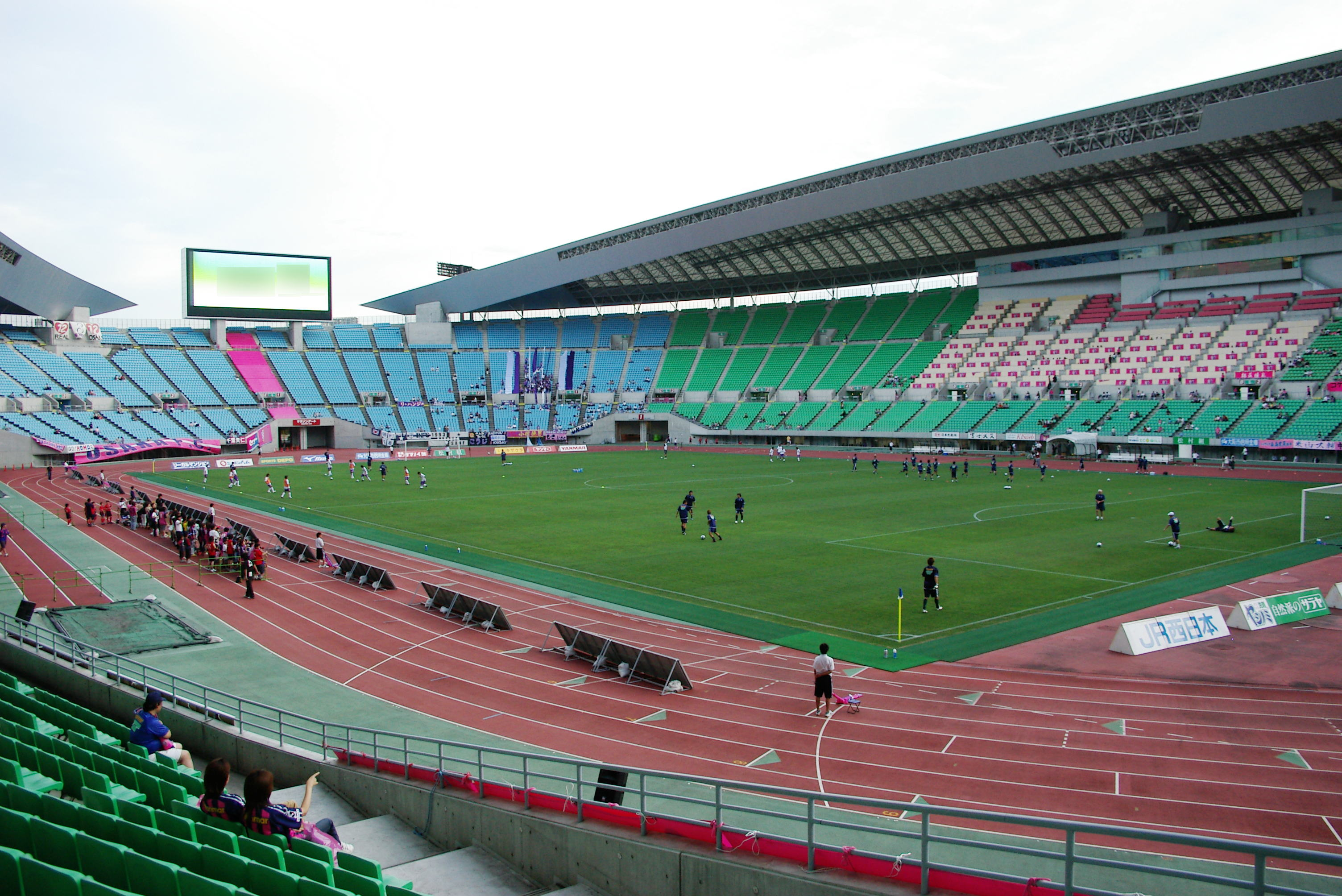
Das Nagai-Stadion in Osaka im Jahr 2004

Der 200-Meter-Lauf der Männer bei den Leichtathletik-Weltmeisterschaften 2007 wurde vom 28. bis 30. August 2007 im Nagai-Stadion der japanischen Stadt Osaka ausgetragen.
Mit Gold und Bronze errangen die Läufer aus den Vereinigten Staaten in diesem Wettbewerb zwei Medaillen.

Weltmeister wurde Tyson Gay der bereits das Rennen über 100 Meter für sich entschieden hatte und am vorletzten Tag mit der 4-mal-100-Meter-Staffel seines Landes eine dritte Goldmedaille gewann.

Auf dem zweiten Platz erlief sich der in den nächsten Jahren dominierende Sprinter Usain Bolt aus Jamaika seine erste Medaille bei einer großen internationalen Meisterschaft. Für ihn gab es zwei Tage später eine zweite Silbermedaille mit der jamaikanischen Sprintstaffel.

Bronze ging an den Vizeweltmeister von 2005 Wallace Spearmon.

## Rekorde

### Bestehende Rekorde
| Weltrekord               | 19,32 s | Michael Johnson | OS 1996 in Atlanta, USA       | 1. August 1996  |
| Weltmeisterschaftsrekord | 19,79 s | Michael Johnson | WM 1995 in Göteborg, Schweden | 11. August 1995 |

### Rekordverbesserung
Der US-amerikanische Weltmeister Tyson Gay verbesserte den bestehenden WM-Rekord im Finale am 30. August um drei Hundertstelsekunden auf 19,76 s.
Außerdem wurden vier Landesrekorde aufgestellt:
- 20,23 s – Brendan Christian (Antigua und Barbuda), 4. Vorlauf am 28. August bei Windstille
- 21,01 s – Khalil Al-Hanahneh (Jordanien), 5. Vorlauf am 28. August bei einem Rückenwind von 0,7 m/s
- 20,65 s – Amr Ibrahim Mostafa Seoud (Ägypten), 6. Vorlauf am 28. August bei einem Gegenwind von 0,1 m/s
- 20,20 s – Churandy Martina (Niederländische Antillen), 1. Halbfinale am 29. August bei einem Gegenwind von 0,4 m/s

## Vorrunde
Die Vorrunde wurde in sechs Läufen durchgeführt. Die ersten vier Athleten pro Lauf – hellblau unterlegt – sowie die darüber hinaus acht zeitschnellsten Läufer – hellgrün unterlegt – qualifizierten sich für das Viertelfinale.

### Vorlauf 1
28. August 2007, 11:10 Uhr
Wind: +0,2 m/s
| Platz | Name                 | Nation        | Zeit (s) |
| ----- | -------------------- | ------------- | -------- |
| 1     | Shinji Takahira      | Japan         | 20,83    |
| 2     | Christopher Williams | Jamaika       | 20,88    |
| 3     | Basílio de Moraes    | Brasilien     | 21,09    |
| 4     | Franklin Nazareno    | Ecuador       | 21,18    |
| 5     | Juan Pedro Toledo    | Mexiko        | 21,31    |
| 6     | Ruslan Abbasow       | Aserbaidschan | 21,33    |
| 7     | Morné Nagel          | Südafrika     | 21,35    |
| 8     | Harmon Harmon        | Cookinseln    | 23,78    |

### Vorlauf 2
28. August 2007, 11:18 Uhr
Wind: +0,2 m/s
| Platz | Name             | Nation                   | Zeit (s) |
| ----- | ---------------- | ------------------------ | -------- |
| 1     | Tyson Gay        | USA                      | 20,46    |
| 2     | Churandy Martina | Niederländische Antillen | 20,47    |
| 3     | Sandro Viana     | Brasilien                | 20,47    |
| 4     | Matic Osovnikar  | Slowenien                | 20,51    |
| 5     | Visa Hongisto    | Finnland                 | 20,56    |
| 6     | James Dolphin    | Neuseeland               | 20,65    |
| 7     | Marco Cribari    | Schweiz                  | 20,71    |
| 8     | Mphelave Dlamin  | Swasiland                | 21,96    |
| 9     | Amaroy Marino    | Palau                    | 23,34    |

### Vorlauf 3
28. August 2007, 11:26 Uhr
Wind: +0,2 m/s
| Platz | Name                   | Nation      | Zeit (s) |
| ----- | ---------------------- | ----------- | -------- |
| 1     | Bryan Barnett          | Kanada      | 20,31    |
| 2     | Shingo Suetsugu        | Japan       | 20,47    |
| 3     | Patrick Johnson        | Australien  | 20,48    |
| 4     | Brian Dzingai          | Simbabwe    | 20,50    |
| 5     | Guus Hoogmoed          | Niederlande | 20,57    |
| 6     | Seth Amoo              | Ghana       | 20,85    |
| 7     | Tang Yik Chun          | Hongkong    | 21,72    |
| 8     | Sittichai Suwonprateep | Thailand    | 21,87    |

### Vorlauf 4
28. August 2007, 11:34 Uhr
Wind: ±0,0 m/s
| Platz | Name               | Nation              | Zeit (s) |
| ----- | ------------------ | ------------------- | -------- |
| 1     | Anastasios Gousis  | Griechenland        | 20,11    |
| 2     | Usain Bolt         | Jamaika             | 20,12    |
| 3     | Brendan Christian  | Antigua und Barbuda | 20,23 NR |
| 4     | Marcin Jędrusiński | Polen               | 20,31    |
| 5     | Arnaldo Abrantes   | Portugal            | 20,48    |
| 6     | Jacobi Mitchell    | Bahamas             | 20,81    |
| 7     | Iwan Teplik        | Russland            | 20,81    |
| 8     | Michael Alicto     | Guam                | 22,45    |

### Vorlauf 5
28. August 2007, 11:42 Uhr
Wind: +0,7 m/s
| Platz | Name               | Nation                         | Zeit (s) |
| ----- | ------------------ | ------------------------------ | -------- |
| 1     | Rodney Martin      | USA                            | 20,44    |
| 2     | Paul Hession       | Irland                         | 20,46    |
| 3     | Marc Schneeberger  | Schweiz                        | 20,72    |
| 4     | Tomoya Kamiyama    | Japan                          | 20,78    |
| 5     | Christian Krone    | Südafrika                      | 20,85    |
| 6     | Khalil al-Hanahneh | Jordanien                      | 21,01 NR |
| 7     | Courtny Bascombe   | St. Vincent und die Grenadinen | 22,08    |
| DNS   | Marek Niit         | Estland                        |          |

### Vorlauf 6
28. August 2007, 11:50 Uhr
Wind: −0,1 m/s
| Platz | Name                      | Nation    | Zeit (s) |
| ----- | ------------------------- | --------- | -------- |
| 1     | Marvin Anderson           | Jamaika   | 20,43    |
| 2     | Kristof Beyens            | Belgien   | 20,44    |
| 3     | Wallace Spearmon          | USA       | 20,45    |
| 4     | Francis Obikwelu          | Portugal  | 20,61    |
| 5     | Amr Ibrahim Mostafa Seoud | Ägypten   | 20,65 NR |
| 6     | Hitjivirue Kaanjuka       | Namibia   | 21,10    |
| 7     | Daniel Grueso             | Kolumbien | 21,11    |
| 8     | Zahir Naseer              | Malediven | 23,27    |

## Viertelfinale
Aus den vier Viertelfinalläufen qualifizierten sich die jeweils ersten vier Athleten – hellblau unterlegt – für das Halbfinale.

### Viertelfinallauf 1

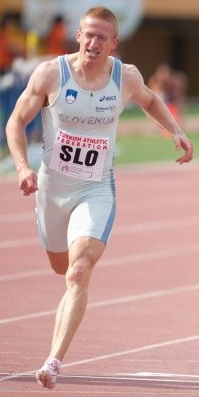
Matic Osovnikar verfehlte das Halbfinale um einen Rang
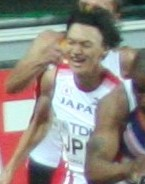
Shinji Takahira schied als Siebter seines Rennens im Viertelfinale aus

28. August 2007, 20:10 Uhr
Wind: +0,3 m/s
| Platz | Name                      | Nation              | Zeit (s) |
| ----- | ------------------------- | ------------------- | -------- |
| 1     | Rodney Martin             | USA                 | 20,25    |
| 2     | Brian Dzingai             | Simbabwe            | 20,36    |
| 3     | Brendan Christian         | Antigua und Barbuda | 20,38    |
| 4     | Christopher Williams      | Jamaika             | 20,40    |
| 5     | Matic Osovnikar           | Slowenien           | 20,47    |
| 6     | Amr Ibrahim Mostafa Seoud | Ägypten             | 20,72    |
| 7     | Shinji Takahira           | Japan               | 20,77    |
| 8     | James Dolphin             | Neuseeland          | 20,80    |

### Viertelfinallauf 2

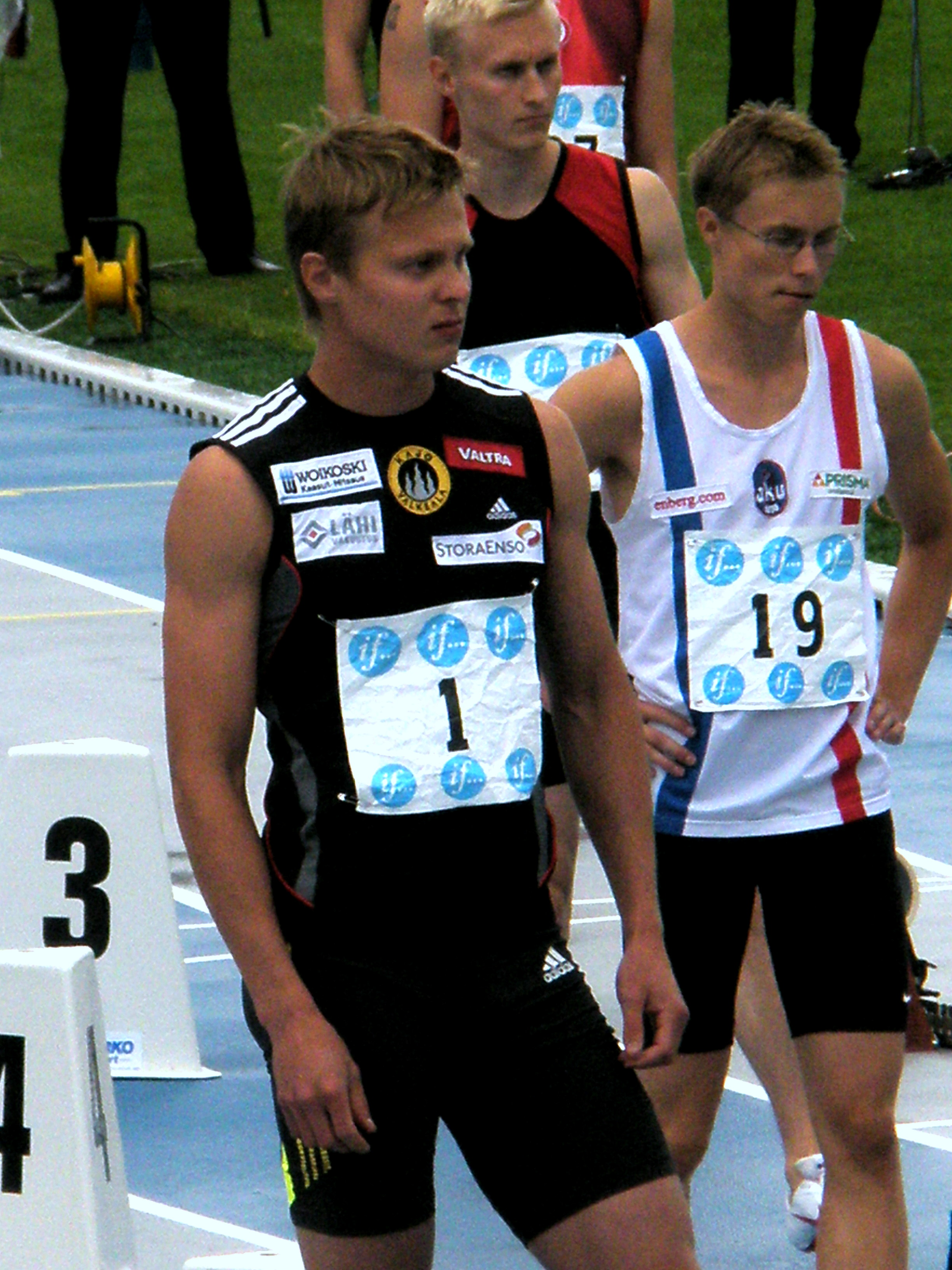
Visa Hongisto (links) – Rang fünf im zweiten Viertelfinale reichte nicht zum Einzug in die nächste Runde
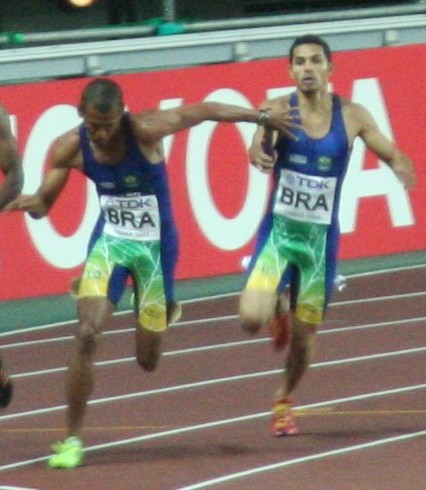
Basílio de Moraes (rechts, Rang 7, Lauf 2) und Sandro Viana (links, Rang 5, Lauf 3) schieden im Viertelfinale aus

28. August 2007, 20:18 Uhr
Wind: −0,3 m/s
| Platz | Name              | Nation                   | Zeit (s) |
| ----- | ----------------- | ------------------------ | -------- |
| 1     | Usain Bolt        | Jamaika                  | 20,13    |
| 2     | Wallace Spearmon  | USA                      | 20,26    |
| 3     | Churandy Martina  | Niederländische Antillen | 20,39    |
| 4     | Bryan Barnett     | Kanada                   | 20,41    |
| 5     | Visa Hongisto     | Finnland                 | 20,78    |
| 6     | Tomoya Kamiyama   | Japan                    | 20,80    |
| 7     | Basílio de Moraes | Brasilien                | 21,07    |
| 8     | Jacobi Mitchell   | Bahamas                  | 21,07    |

### Viertelfinallauf 3

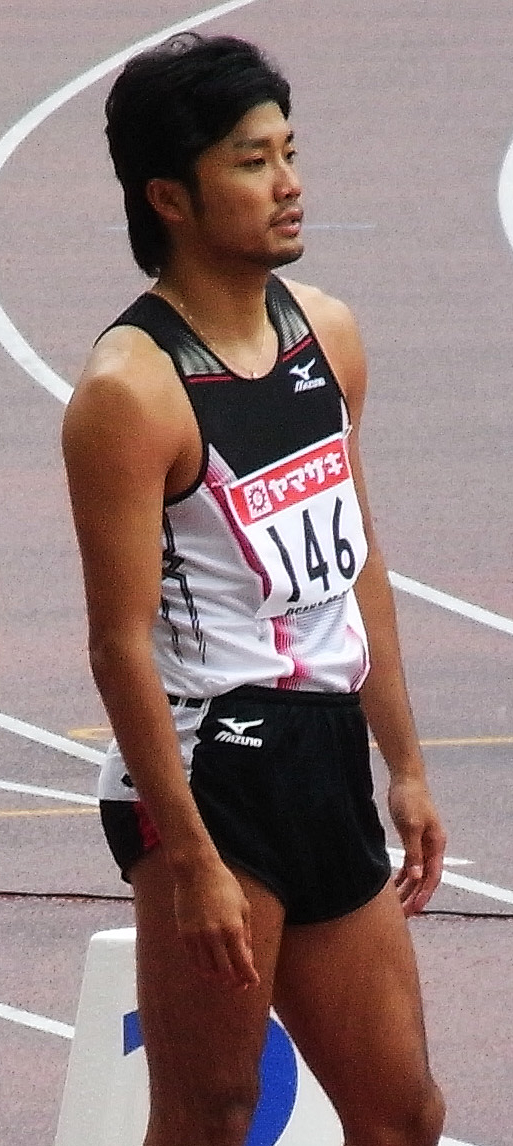
Shingo Suetsugu schied als Sechster im dritten Viertelfinale aus
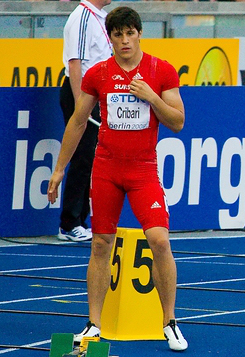
Für Marco Cribari bedeutete Platz sieben in seinem Viertelfinale das Aus
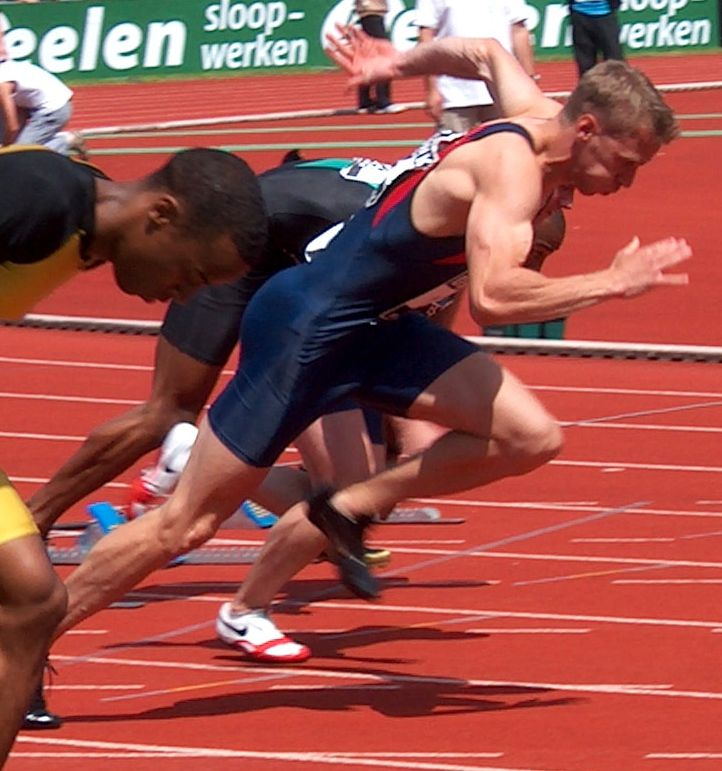
Guus Hoogmoed blieb im dritten Viertelfinale chancenlos

28. August 2007, 20:26 Uhr
Wind: +0,9 m/s
| Platz | Name               | Nation      | Zeit (s) |
| ----- | ------------------ | ----------- | -------- |
| 1     | Tyson Gay          | USA         | 20,08    |
| 2     | Marvin Anderson    | Jamaika     | 20,13    |
| 3     | Francis Obikwelu   | Portugal    | 20,38    |
| 4     | Marcin Jędrusiński | Polen       | 20,53    |
| 5     | Sandro Viana       | Brasilien   | 20,68    |
| 6     | Shingo Suetsugu    | Japan       | 20,70    |
| 7     | Marco Cribari      | Schweiz     | 20,86    |
| 8     | Guus Hoogmoed      | Niederlande | 21,32    |

### Viertelfinallauf 4

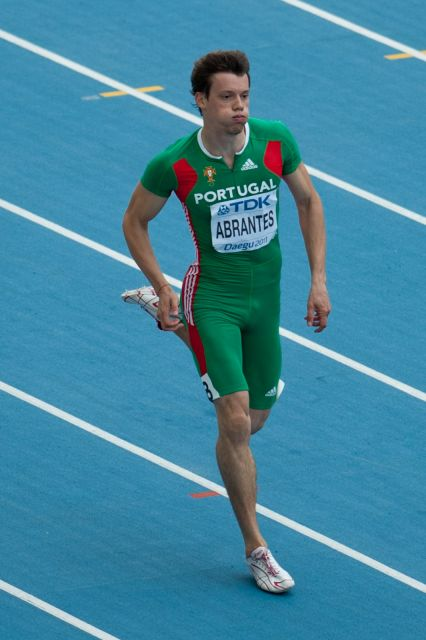
Arnaldo Abrantes erreichte als Fünfter seines Viertelfinales nicht das Semifinale

28. August 2007, 20:34 Uhr
Wind: +0,6 m/s
| Platz | Name              | Nation       | Zeit (s) |
| ----- | ----------------- | ------------ | -------- |
| 1     | Paul Hession      | Irland       | 20,50    |
| 2     | Anastasios Gousis | Griechenland | 20,51    |
| 3     | Kristof Beyens    | Belgien      | 20,52    |
| 4     | Patrick Johnson   | Australien   | 20,62    |
| 5     | Arnaldo Abrantes  | Portugal     | 20,82    |
| 6     | Iwan Teplik       | Russland     | 20,98    |
| 7     | Marc Schneeberger | Schweiz      | 21,09    |
| 8     | Franklin Nazareno | Ecuador      | 21,50    |

## Halbfinale
Aus den beiden Halbfinalläufen qualifizierten sich die jeweils ersten vier Athleten – hellblau unterlegt – für das Finale.

### Halbfinallauf 1

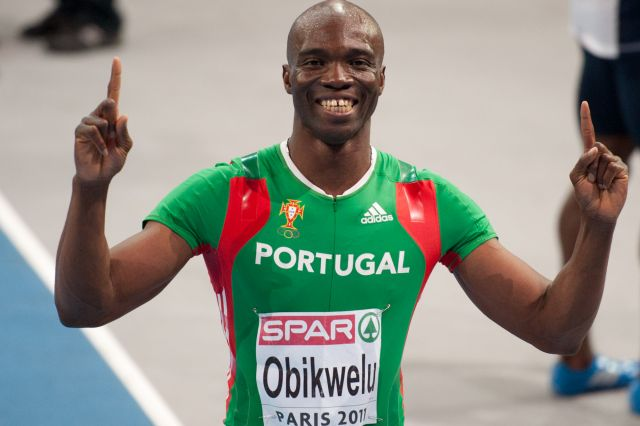
Francis Obikwelu wurde Fünfter in seinem Halbfinale, was nicht ganz für die Endlaufteilnahme reichte
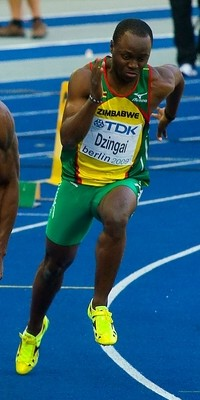
Brian Dzingai scheiterte als Sechster seines Rennens im Semifinale
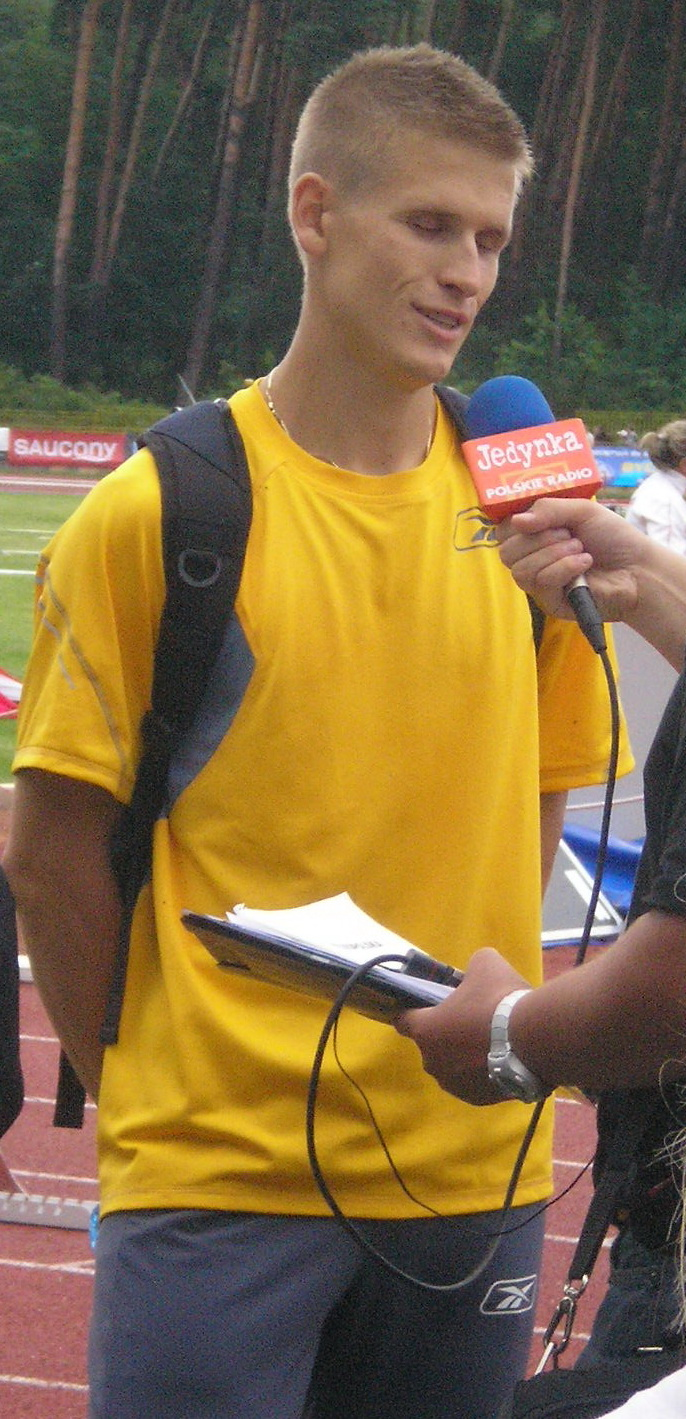
Marcin Jędrusiński siebter Platz in seinem Halbfinale war zu wenig, um im Finale dabei zu sein

29. August 2007, 22:20 Uhr
Wind: −0,4 m/s
| Platz | Name               | Nation                   | Zeit (s) |
| ----- | ------------------ | ------------------------ | -------- |
| 1     | Usain Bolt         | Jamaika                  | 20,03    |
| 2     | Wallace Spearmon   | USA                      | 20,05    |
| 3     | Rodney Martin      | USA                      | 20,18    |
| 4     | Churandy Martina   | Niederländische Antillen | 20,20 NR |
| 5     | Francis Obikwelu   | Portugal                 | 20,40    |
| 6     | Brian Dzingai      | Simbabwe                 | 20,45    |
| 7     | Marcin Jędrusiński | Polen                    | 20,54    |
| 8     | Bryan Barnett      | Kanada                   | 20,68    |

### Halbfinallauf 2

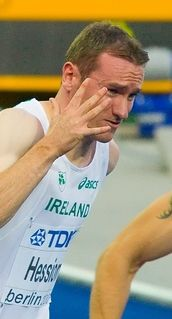
Paul Hession erreichte das Halbfinale und schied dort als Sechster seines Rennens aus
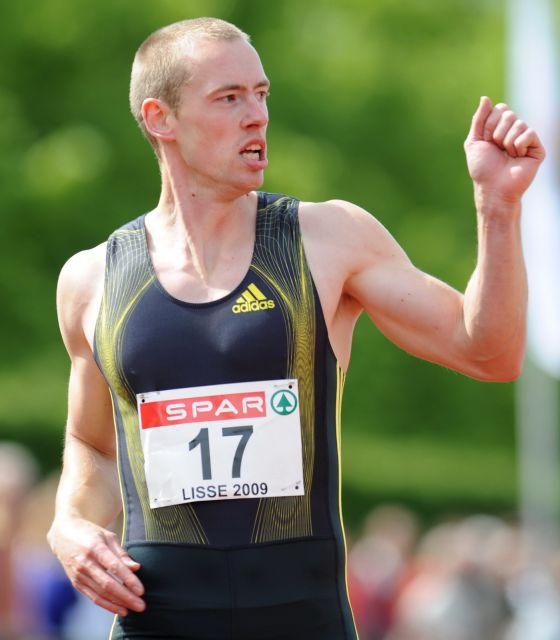
Kristof Beyens – Rang sieben im zweiten Halbfinale und damit nicht im Endlauf

29. August 2007, 22:28 Uhr
Wind: −0,4 m/s
| Platz | Name                 | Nation              | Zeit (s) |
| ----- | -------------------- | ------------------- | -------- |
| 1     | Tyson Gay            | USA                 | 20,00    |
| 2     | Marvin Anderson      | Jamaika             | 20,06    |
| 3     | Christopher Williams | Jamaika             | 20,24    |
| 4     | Anastasios Gousis    | Griechenland        | 20,33    |
| 5     | Brendan Christian    | Antigua und Barbuda | 20,36    |
| 6     | Paul Hession         | Irland              | 20,50    |
| 7     | Kristof Beyens       | Belgien             | 20,53    |
| 8     | Patrick Johnson      | Australien          | 20,73    |

## Finale

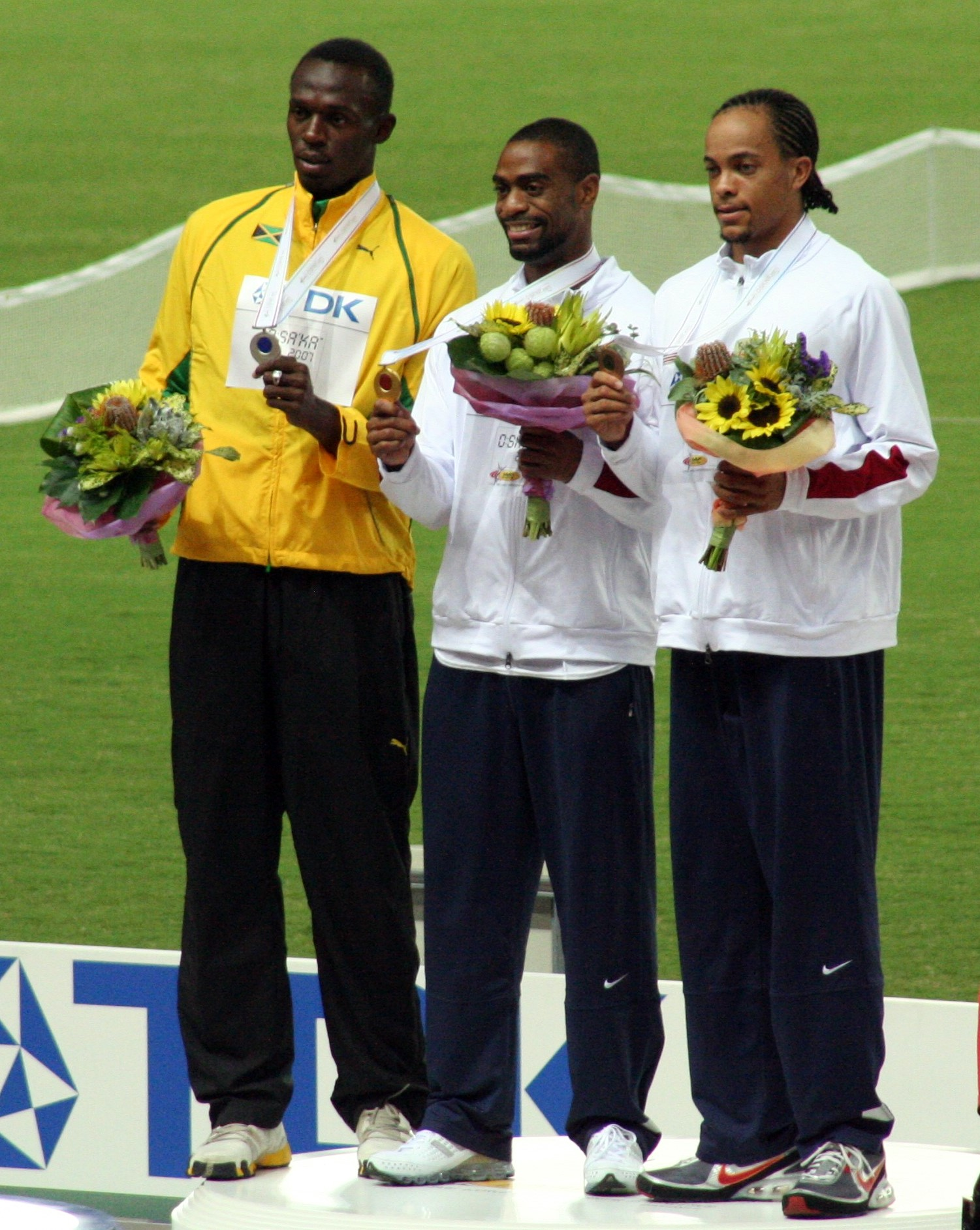
Siegerehrung im 200-Meter-Lauf

30. August 2007, 22:20 Uhr
Wind: −0,8 m/s
| Platz | Name                 | Nation                   | Zeit (s) |
| ----- | -------------------- | ------------------------ | -------- |
| 1     | Tyson Gay            | USA                      | 19,76 CR |
| 2     | Usain Bolt           | Jamaika                  | 19,91    |
| 3     | Wallace Spearmon     | USA                      | 20,05    |
| 4     | Rodney Martin        | USA                      | 20,06    |
| 5     | Churandy Martina     | Niederländische Antillen | 20,28    |
| 6     | Marvin Anderson      | Jamaika                  | 20,28    |
| 7     | Christopher Williams | Jamaika                  | 20,57    |
| 8     | Anastasios Gousis    | Griechenland             | 20,75    |

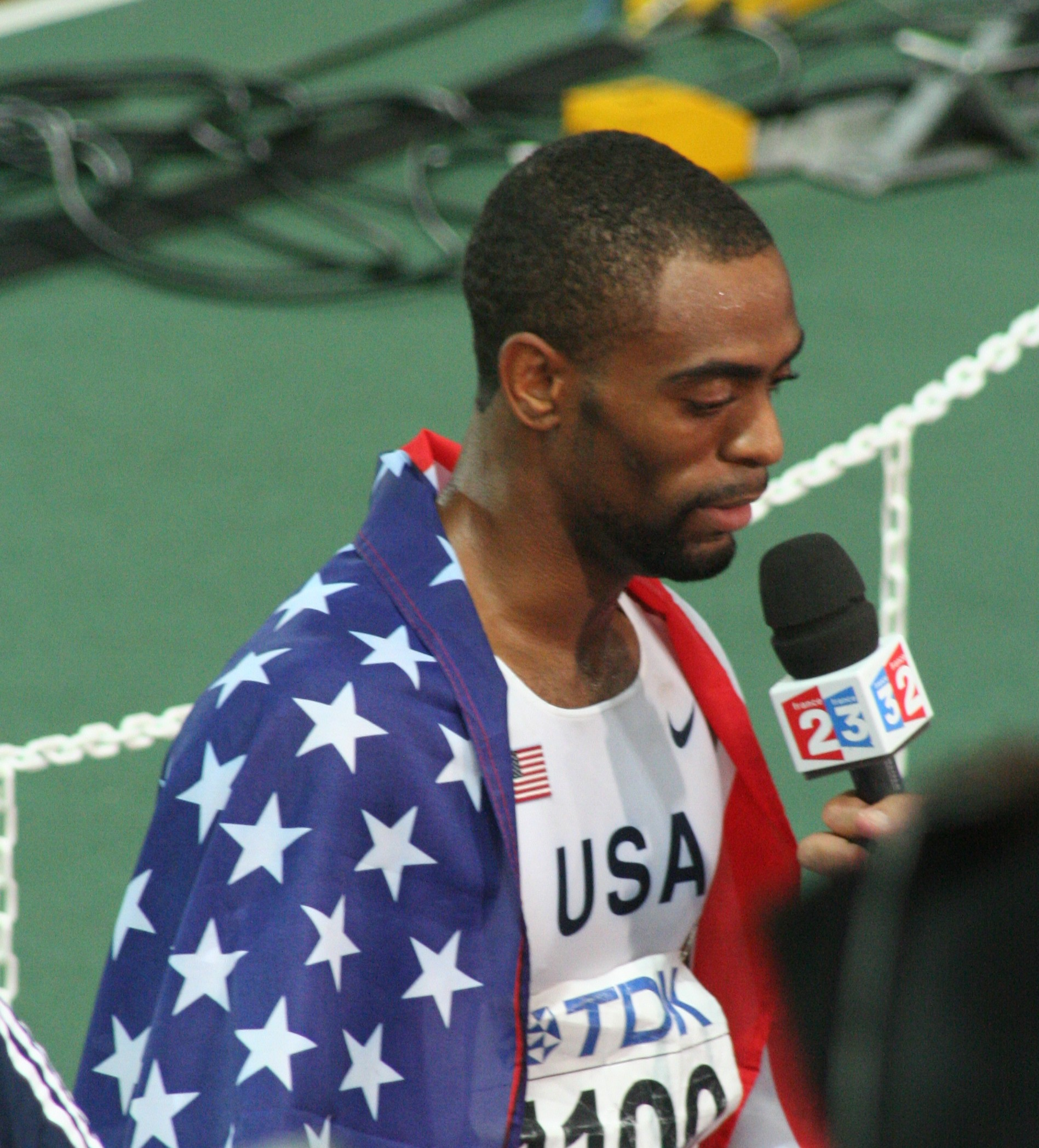
Zweiter Titel für Tyson Gay nach seinem Sieg über 100 Meter – in der Sprintstaffel folgte noch eine dritte Goldmedaille
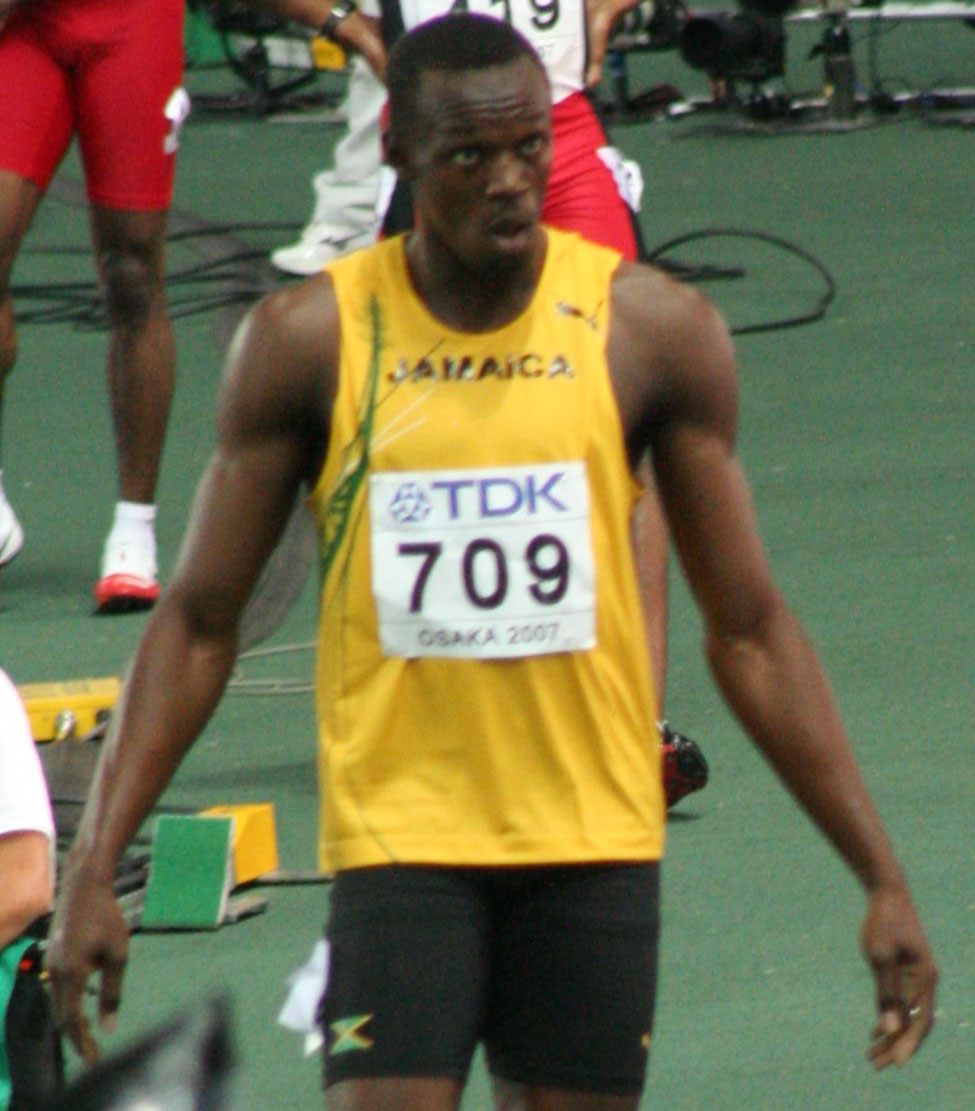
Vizeweltmeister Usain Bolt machte hier zum ersten Mal bei einer großen internationalen Meisterschaft auf sich aufmerksam
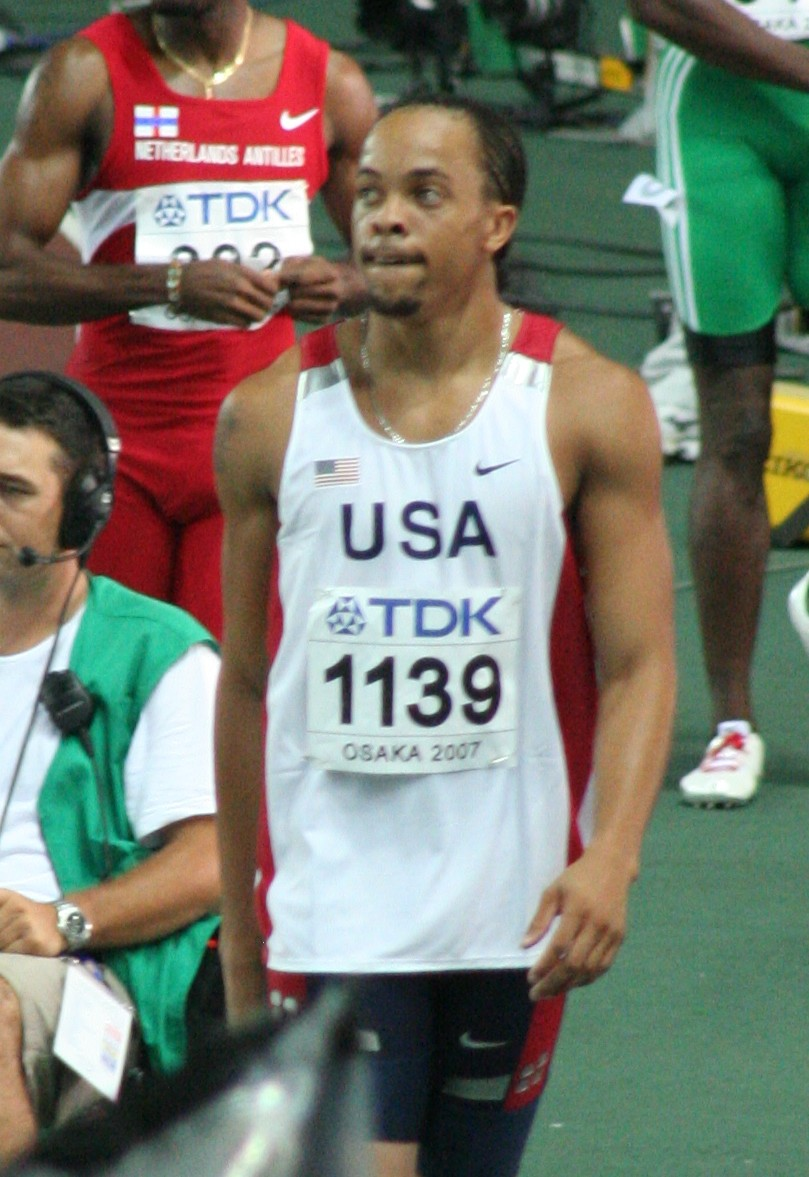
Nach WM-Silber 2005 gab es hier Bronze für Wallace Spearmon
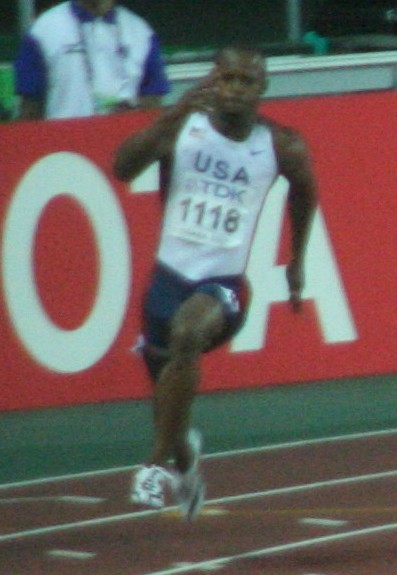
Rodney Martin kam auf den vierten Platz
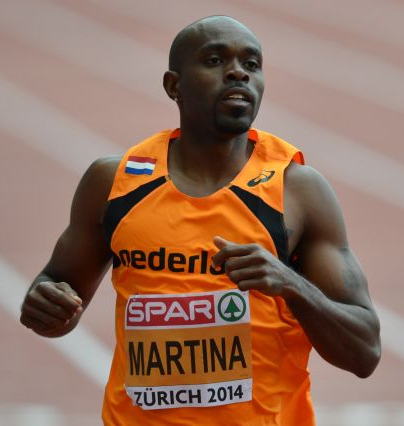
Churandy Martina belegte Rang fünf
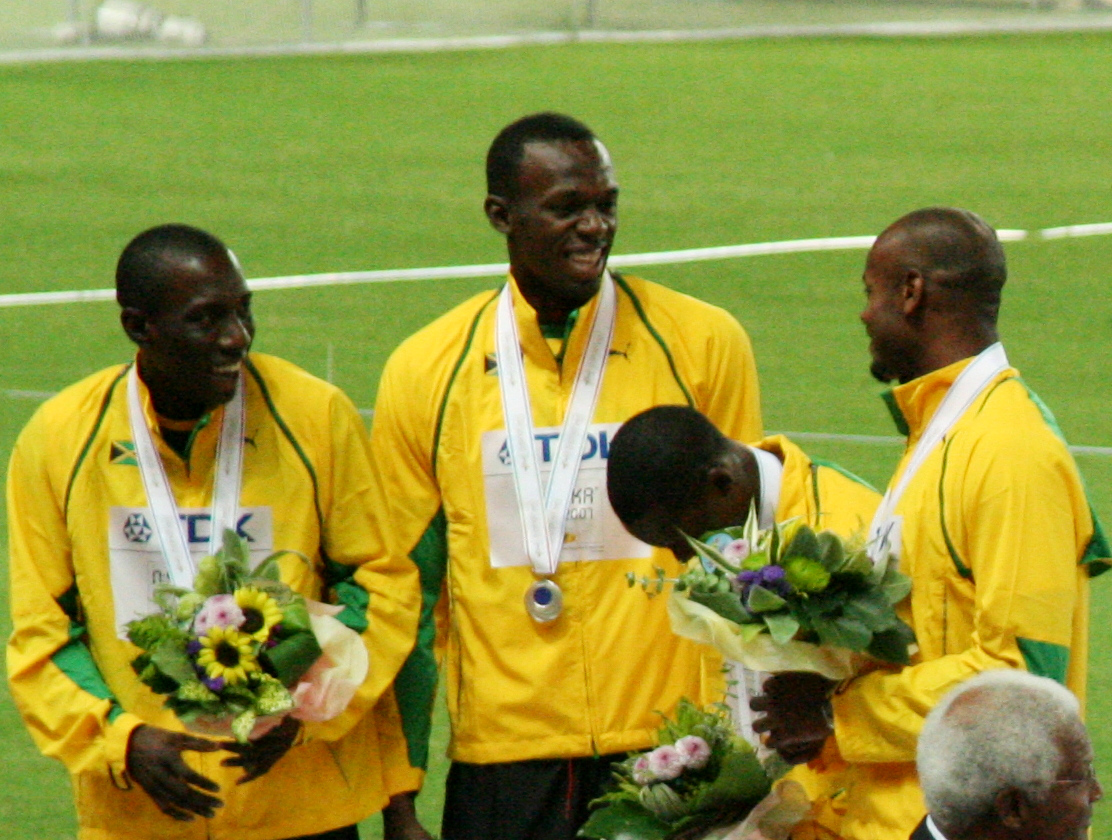
Marvin Anderson (links) erreichte Platz sechs
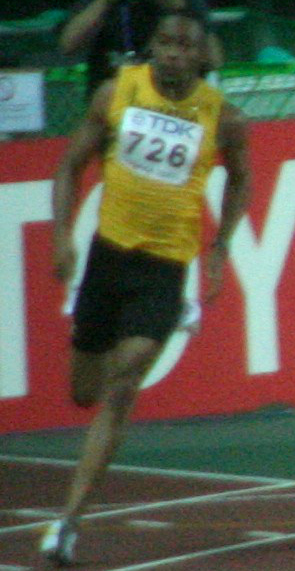
Rang sieben für Christopher Williams
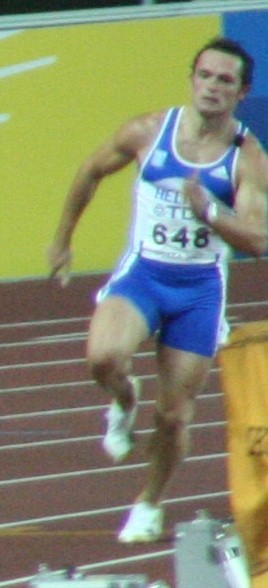
Der achtplatzierte Anastasios Gousis

## Video
- Men's 200m final - Osaka 2007, youtube.com, abgerufen am 19. Oktober 2020